# Вороново (Осташковский район)
Во́роново — деревня в Осташковском районе Тверской области России. 

## География
Находится в двух километрах от деревни Волговерховье по грунтовой дороге Волговерховье — Свапуще. Через деревню протекает река Волга (в виде ручья шириной 1,5 метра). 

## История
По данным 1859 года в Вороново проживал 21 крестьянин, в 1889 году уже 81 человек. Но в связи с удалённостью от озёр (Пено, Селигер) в советское время население пошло на убывание: в 1968 году уже 41 человек, а 1989 году всего 7. На данный момент в деревне на постоянной основе проживают всего в двух домах, остальные заселяются только летом. Во время Великой Отечественной войны деревня оказалась на оккупированной территории.

### Второй мост через Волгу
В деревне ранее располагался второй мост через Волгу. Мост запечатлён на фотографии М. П. Дмитриева начала XX века и представлял собой деревянное сооружение длиной 3—4 метра. В настоящее время моста на этом участке нет, он был заменён насыпью. Эта насыпь является первым автомобильным переходом через Волгу.
- Волга возле деревни Вороново, фотография М. П. Дмитриева
- Мост через Волгу, фотография М. П. Дмитриева
- Насыпь через Волгу

## Население
| 2008 | 2010 |
| ---- | ---- |
| 7    | →7   |